# Nolan Galves
Nolan Galves, né le 23 juillet 2003 à Montbéliard, est un footballeur français qui évolue au poste d'arrière droit au Rodez AF.

## Biographie

### Débuts et formation
Nolan Galves, né le 23 juillet 2003 à Montbéliard, commence le football du côté de l'ES Exincourt Taillecourt, il quitte en 2013 le club Doubiens, pour s'engager avec le FC Sochaux-Montbéliard. Après être passé par toutes les catégories jeunes, il intègre l'équipe réserve en 2021 ou il effectue un total de 37 matchs pour une passe décisive durant 4 saisons en National 3.

### FC Sochaux-Montbéliard
Nolan Galves fait ses débuts pour le FC Sochaux-Montbéliard, le 27 novembre 2021, remplaçant Valentin Henry, lors du 8e tour de Coupe de France contre l'AS Montchat Lyon (victoire 3-0).
Le 3 mai 2023, Nolan Galves paraphe son premier contrat professionnel avec son club formateur, le FC Sochaux-Montbéliard, il s'engage pour une saisons, et deux en option.
Le 30 août 2024, après 12 ans passés sous le maillot Jaune et Bleu, Nolan Galves quitte son club formateur.

### Rodez AF
Le 30 août 2024, Nolan Galves est transféré au Rodez AF, il paraphe un contrat de trois saisons, soit jusqu'en 2027.
Nolan Galves fait ses débuts pour le Rodez AF, le 13 septembre 2024, lors de la 4e journée de Ligue 2 contre l'EA Guingamp (défaite 2-1). Il délivre notamment sa première passe décisive avec le club Ruthénois (pour Tawfik Bentayeb).
Le 1er novembre 2024, lors de la 12e journée de Ligue 2 contre le Paris FC, Galves inscrit son premier but avec le Rodez AF (match nul 3-3). Il délivre aussi une passe décisive pour Ibrahima Baldé.